# Ранго
Ранго (енгл. Rango) амерички је анимирани породични филм у режији Гора Вербинског. Филм је доживео велики успех како од стране критике тако и од стране публике. Иначе, на 84. додели оскарa филм је добио признање — Оскара за најбољи анимирани филм.

## Радња
Неименовани љубимац камелеон (Џони Деп) бива заробљен у Мохави пустињи, после пада из аутомобила његовог власника. Он ту упознаје Родкила (Алфред Молина), који тражи мистичног „Духа Запада“.